# Louis Emmanuel Jadin
Louis Emmanuel Jadin (Versailles, 21 settembre 1768 – Parigi, 11 aprile 1853) è stato un compositore francese.
Figlio del violinista Jean B. Jadin, musicista nell'orchestra di corte, ricevette dal padre la prima istruzione musicale. Successivamente insegnò al fratello Hyacinthe Jadin a suonare il pianoforte. Nel 1789 trovò impiego presso il Théâtre de Monsieur come clavicembalista. Nel 1792 entrò a far parte dell'orchestra della Garde Nationale di Parigi, e nel 1802 venne nominato professore del Conservatorio della capitale francese e nel 1806 maestro di cappella del Théâtre Molière. Assieme al fratello Hyacinthe influenzò significativamente la scrittura per orchestra di fiati alla fine del XVIII secolo.

## Composizioni

### Opere
- 1788 Guerre ouverte ou Ruse contre ruse (3 atti)
- 1790 Constance et Gernand (un atto)
- 1790 Joconde nach Jean de La Fontaine (3 atti)
- 1790 La Religieuse danoise ou La Communauté de Copenhague (3 atti, noto anche come Le Duce de Waldeza)
- 1791 La Vengeance du bailli ou La Suite d'Annette et Lubin (2 atti)
- 1791 L'Heureux Stratagème (2 atti) all'Académie Royale de Musique di Parigi
- 1792 Amélie de Monfort (3 atti)
- 1792 Il signor di Pursognac da Molière
- 1792 L'Avare puni (un atto)
- 1793 Les Talismans (3 atti)
- 1793 Le Coin de feu (un atto)
- 1793 Le Siège de Thionville (2 atti) all'Académie de Musique di Parigi
- 1794 Le Congrès des rois (scritto in collaborazione con altri 11 compositori, tra cui Nicolas-Marie Dalayrac, André Ernest Modeste Grétry, Étienne-Nicolas Méhul)
- 1794 Alisbelle ou Les Crimes de la féodalité (3 atti)
- 1794 L'Apothéose du jeune Barra (un atto)
- 1794 Agricol Viala ou Le Jeune Héros de la Durance (un atto)
- 1794 L'Ecolier en vacances (un atto)
- 1795 Le Cabaleur (un atto)
- 1795 Le Lendemain de noces (un atto)
- 1795 Loizerolles ou L'Héroïsme paternel (un atto)
- 1796 Le Mariage de la veille (un atto)
- 1796 Mélusine et Gerval (Méline et Ferval)
- 1796 Le Négociant de Boston (un atto)
- 1796 Les Deux Lettres (un atto)
- 1796 Le Défi hasardeux (2 atti)
- 1797 Les Bons Voisins (un atto)
- 1798 Candos ou Les Sauvages du Canada (3 atti)
- 1798 La Paix ou Le Triomphe de l'humanité
- 1803 Mahomet II (3 atti)
- 1804 Jean Bart et Patoulet (un atto)
- 1804 Mon cousin de Paris (un atto)
- 1804 La Grand-mère (2 atti)
- 1805 Les Trois Prétendus (un atto)
- 1805 Le Grand-père ou Les Deux Ages (un atto)
- 1805 Charles Coypel ou La Vengeance d'un peintre (un atto)
- 1806 Les Deux Aveugles de Tolède (un atto)
- 1807 Les Arts et l'amitié
- 1810 La Partie de campagne (un atto)
- 1812 L'Auteur malgré lui ou La Pièce tombée (un atto)
- 1816 L'Inconnu ou Le Coup d'épée viager (3 atti)
- 1817 La Gueule du lion ou La Mère esclave (3 atti)
- 1822 Fanfan et Colas ou Les Frères de lait (un atto)
- Jean et Geneviève

### Composizioni per orchestra
- Fantaisie concertante in g per arpa, pianoforte e orchestra 
  1. Allegro risoluto
  2. Adagio
  3. Allegro moderato
- Concerto per pianoforte n. 4 in re minore (1810)
  1. Allegro maestoso
  2. Siciliano. Larghetto
  3. Finale. Chasse

### Composizioni per fiati/orchestra di fiati
- Symphonie pour Orchestre à vent
- Overture
- Marche
- Pas de Manoeuvre
- Hymne der befreiten Sklaven (Inno degli schiavi liberati)
- Hymne an Jean-Jacques Rousseau (Inno a Rousseau)
- Nocturne n. 2 in fa per flauto, clarinetto, corno e fagotto
- Nocturne n. 3 in sol minore per flauto, clarinetto, corno e fagotto

### Messe
- Requiem per 3 solisti, 3 tromboni e contrabbasso

### Musica da camera
- Sonate en ré Majeur per clavicembalo con flauto obbligato
- Sonate en sol majeur opus X n° 3 per clavicembalo o pianoforte, flauto e contrabbasso
- Sonate en sol majeur opus XIII n° 1 per pianoforte, flauto e contrabbasso
- Sonate en sol majeur per clavicembalo o pianoforte, con accompagnamento di flauto
- 4 arie per corno e arpa
- Duo per arpa e pianoforte
- "Trois Grands Quatuors pour deux violons, alto et violoncelle"
- Notturni per oboe e pianoforte